# Qmail

qmail是一个运行于类Unix操作系统下的邮件传送代理软件，它的作者是丹尼爾·伯恩斯坦（Daniel J. Bernstein）。
它是一个用来代替UNIX下Sendmail软件的邮件传送程序。qmail是面向安全而设计的，作者曾经悬赏500美元来找出qmail的安全漏洞，但是直到2006年，还是没有人能领取这笔奖金。
qmail的主要竞争对手是Exim以及Postfix。与它的竞争对手不同的是，Qmail已经许多年没有更新了，用户已经习惯于通过第三方的插件及补丁来使qmail增加新的功能。
qmail 的原始碼現已開放為公有領域。